# المحارم (مناخة)

تعديل مصدري - تعديل

المحارم هي إحدى قرى عزلة متوح بمديرية مناخة التابعة لمحافظة صنعاء، بلغ تعداد سكانها 239 نسمة حسب تعداد اليمن لعام 2004.